# Управління з продовольства і медикаментів США
39°02′07″ пн. ш. 76°58′59″ зх. д. / 39.035277777778° пн. ш. 76.983055555556° зх. д.

Логотип FDA

Управління продовольства та медикаментів, УПМ (англ. Food and Drug Administration, FDA, USFDA) — Управління з санітарного нагляду за якістю харчових продуктів та медикаментів (США). Воно відповідає за регуляцію та нагляд над безпечністю харчових продуктів, біологічно активних добавок, ліків, вакцин, медичних приладів, ветеринарної продукції та косметики.